# Teor
Teor (pron. Teór, in friulano Teôr) è una frazione del comune italiano di Rivignano Teor, in provincia di Udine.
Già comune autonomo con frazioni Campomolle, Chiarmacis, Driolassa e Rivarotta, il 1º gennaio 2014 è confluito nel nuovo ente assieme al comune di Rivignano.

## Storia

### Simboli
Lo stemma e il gonfalone del comune erano stati concessi con decreto del presidente della Repubblica dell'11 agosto 1975.
Il gonfalone era un drappo troncato di bianco e di azzurro.

## Monumenti e luoghi d'interesse
- Chiesa di San Mauro

## Società

### Evoluzione demografica
Abitanti censiti

## Sport
Il Teor Calcio è la squadra del paese e attualmente milita nel campionato di Promozione del Friuli -  Venezia Giulia.

Posizione dell'ex comune di Teor nella provincia di Udine